# 대성동고분박물관
대성동고분박물관은 경상남도 김해시에 있는 역사 박물관이다. 바로 인근의 김해 대성동 고분군에서 발굴된 유물들이 보관, 전시 중이다.

## 연혁
- 1991. 1. 08 대성동고분군 국가사적 제341호로 지정
- 2001. 5. 16 대성동고분군 정비사업 승인
- 2001. 7. 10 대성동고분박물관 착공
- 2003. 7. 30 박물관 준공
- 2003. 8. 29 박물관 개관(김해시시설관리공단 위탁 운영)
- 2004. 3. 30 박물관등록(경상남도)
- 2004. 5. 04 문화재지표조사전문기관 지정(문화재청)
- 2005. 12 문화재지표조사전문기관 해제
- 2007. 1. 31 김해시시설관리공단 위탁 계약 해지
- 2007. 2. 01 김해시 문화시설관리과 내에 편제
- 2008. 5. 09 문화재청 지표조사기관 등록
- 2008. 5. 19 문화재청 발굴조사기관 등록
- 2008. 6. 23 김해시 문화재과 내에 편제됨
- 2008. 12. 22 박물관 증축 및 리모델링 공사 착공
- 2009. 8. 21 박물관 증축(기획전시관) 및 리모델링 공사 준공
- 2009. 9. 29 박물관 기획전시관 개관

## 관람 안내
관람 시간
- 평일, 주말 및 공휴일: 09:00 ~ 18:00

휴관일
- 1월 1일
- 매주 월요일